# Зигфрід I (граф Веймар-Орламюнде)
Зигфрід I (нім. Siegfried von Ballenstedt; бл. 1075 — 9 березня 1113, Кведлінбург) — 2-й пфальцграф Рейнський в 1095—1113 роках.

## Життєпис
Походив з роду Асканіїв. Син Адальберта II, графа Балленштедта, й Адельгейди фон Ваймар-Орламюнде. Народився близько 1075 року. Між 1078 та 1080 роками гине батько. 
Мати спочатку виходить заміж за лотаринзького пфальцграфа Германа II Еццонена, а після смерті того 1085 року — за Генріха фон Лааха. Останній всиновив Зигфріда, який 1095 року після смерті вітчима отримав його титул та статки. Це було остаточно затверджено імператором Генріхом IV 1097 року. Проте до 1099 року його титул оскаржував Генріх I, граф Лімбургу.
Здіснив прощу до Єрусалиму. По поверненню продовжив зведення лааського абатства, яке було завершено 1112 року. Того ж року після смерті родича Ульріха II успадкував графство Веймар-Орламюнде. Але проти цього виступив імператор Генріх V, що побоювався посилення Асканіїв. В результаті 1113 року прихильники імператора поблизу Тойфельсмауера (неподалік родинних володінь Зигфріда I) напали на нього та важко поранили. Невдовзі Зигфрід I помер. Пфальцграфство було передано графу Готфриду Кальвському.

## Родина
Дружина — Гертруда, донька Генріха фон Нортгайма, маркграфа Фрисландії
Діти:
- Зигфрід (1107—1124), граф Веймар-Орламюнде
- Адель, дружина Конрада I фон Тенлін-Пайльштайн
- Вільгельм (1112—1140), пфальцграф Рейнський в 1129—1140 роках